# جغرافيا اليابان
تتألف اليابان من أرخبيل كبير يضم عدة آلاف من الجزر تمتد في شكل قوس، وتواجه سواحل آسيا الشرقية، تقع اليابان شمال خط الاستواء بين دائرتي عرض 24 و46، أي تمتد الإمبراطورية في حوالي 22 دائرة عرضيّة، جعلها تتميز بالتنوع المناخي والبيئي، تبلغ مساحة جزر اليابان 377,835 كيلومتراً مربعاً، وأهم الجزر اليابانية أربعة: هوكايدو، هونشو، شيكوكو، وكيوشو.

## الكشف الجغرافي

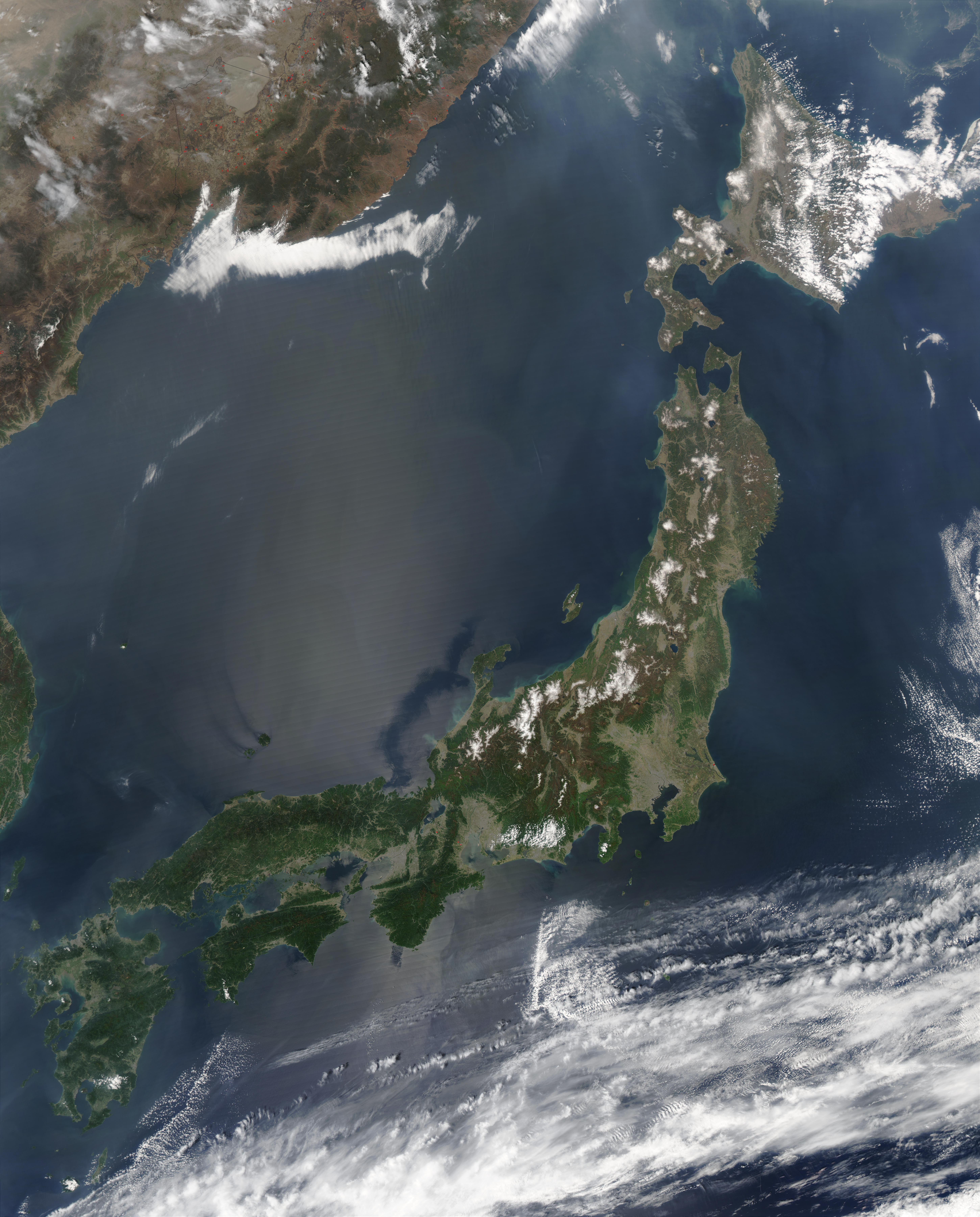
صورة فضائية لليابان في مايو 2003: نظرة من الفضاء على الأرخبيل الياباني ضمن حلقة النار في المحيط الهادئ

ظلت الأجزاء الداخلية لـ اليابان غير معروفة للأوروبين فترة طويلة من الزمن إلى أن أرسل الهولنديون إليها في عام 1823 بعثة تحت إشراف فون سيبولد لمحاولة إقامة علاقات تجارية معها . وهذا وقد مكث فون سيبولد في نجازاكي حوالي سبع سنوات
جمع خلالها كثير من المعلومات عن حياة اليابانيين وعاداتهم . وقد ظلَّ عمله مرجعاً هاماً عن اليابان حتى عام 1853 حينما أرسلت لليابان بعثة أمريكية تحت قيادة بيري كان من نتائجها أن فتحت اليابان أبوابها لجميع تجار العالم . وقد تبع ذلك وصول
الكوك إلى اليابان عام 1858 كممثل للنفوذ البريطاني هنالك حيث استطاع أن يقوم بعدد من الرحلات في بلاد اليابان، وأن ينشر
نتائج هذه الرحلات في كتاب سماه باسم (عاصمة التيكون ) (the capital the tycoon) .

### رحلات رين ونومان
غير أن تقدم المعلومات الجغرافية عن اليابان يرجع إلى مجهودات اليابانيين ذاتهم وإلى رحلات رين (rein) ونومان (naumann) . فالأول رحل في عام 1874
إلى اليابان وكان الغرض من رحلته دراسة تجارة وصناعة هذه البلاد . ولذلك فإنه قام برحلات طويلة في جزر اليابان الرئيسية وشيكوكو وكيوشو .
أما الثاني فقد مكث في اليابان عشرة سنوات (1875-1885) واستطاع خلالها أن يقوم بعدد من الرحلات ولا سيما في شمال جزيرة هنشو وقد ساهم في إيضاح كثير من الظواهر الطبيعية الموجودة بجزر اليابان .

## المظاهر الطبيعية
تُشكل النطاقات الجبلية المرتفعة حوالي 85% من جملة مساحة جزر اليابان، وتضم النطاقات 250 قمة جبلية، يزيد ارتفاع كل منها على الألفي متر فوق منسوب سطح البحر، وأشهر هذه القمم وأعلاها هو جبل فوجي (باليابانية: 富士山)، ويقع هذا الجبل في جنوب جزيرة تشو، ويبلغ ارتفاعه 3776 متراً فوق منسوب سطح البحر، والجبل في أصله بركان، وكانت آخر ثوراته عام 1707م.
توجد سلسلتين جبلتين متوازيتين في نطاق الجزر إحداهما تمتد بالقرب من السواحل الغربية للجزر، والأخرى تمتد بالقرب من الساحل الشرقي، ويفصل بين السلستين نطاق منخفض المنسوب يمتد في شكل وادي كبير، وتبدو الأجزاء الشمالية من السلسلتين في شكل هضاب عالية متوسط ارتفاعها 1800 متر فوق منسوب سطح البحر، وتتسم سطوحها بالتضرس الشديد لتقطعها بفعل المجاري المائية العديدة، مثل نهر اشيكارا يجاوا في الشمال، وهو أطول أنهار اليابان. كذلك توجد انهار أخرى مثل نوشيرو، شينانو، وكيتاكامي في جزيرة هونشو، ونهر يوشينو في جزيرة شيكوكو، ونهر تشيكو جو في جزيرة كيوشو.

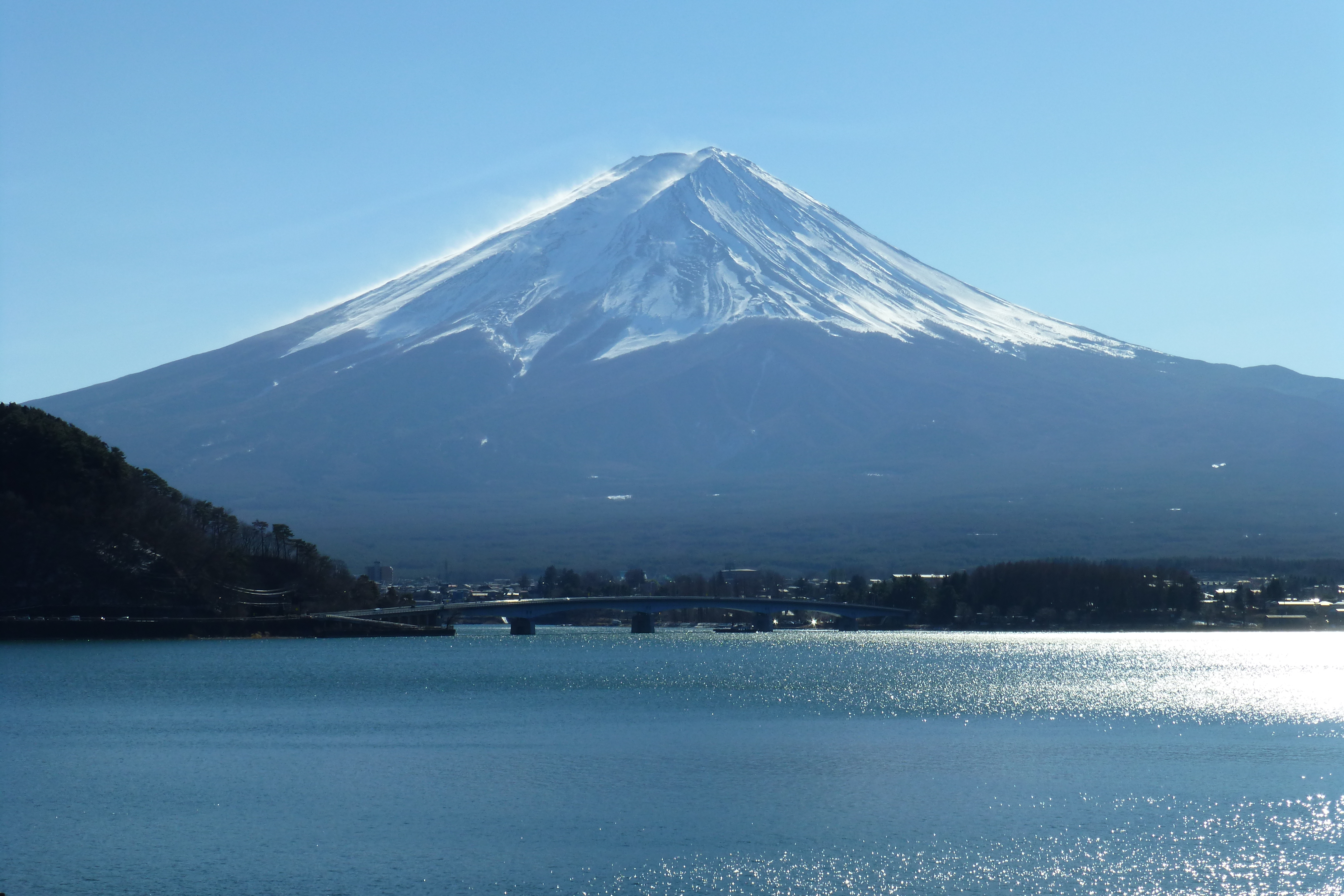
جبل فوجي، أعلى جبال اليابان.

يضم النطاق الشمالي أعلى القمم الجبلية في اليابان، أشهرها:
- فوجي (12388 قدم).
- كوفو (10470 قدم).
- أوماشي (10430 قدم).

وتقع هذه المرتفعات في النطاق الأوسط من جزيرة هونشو.

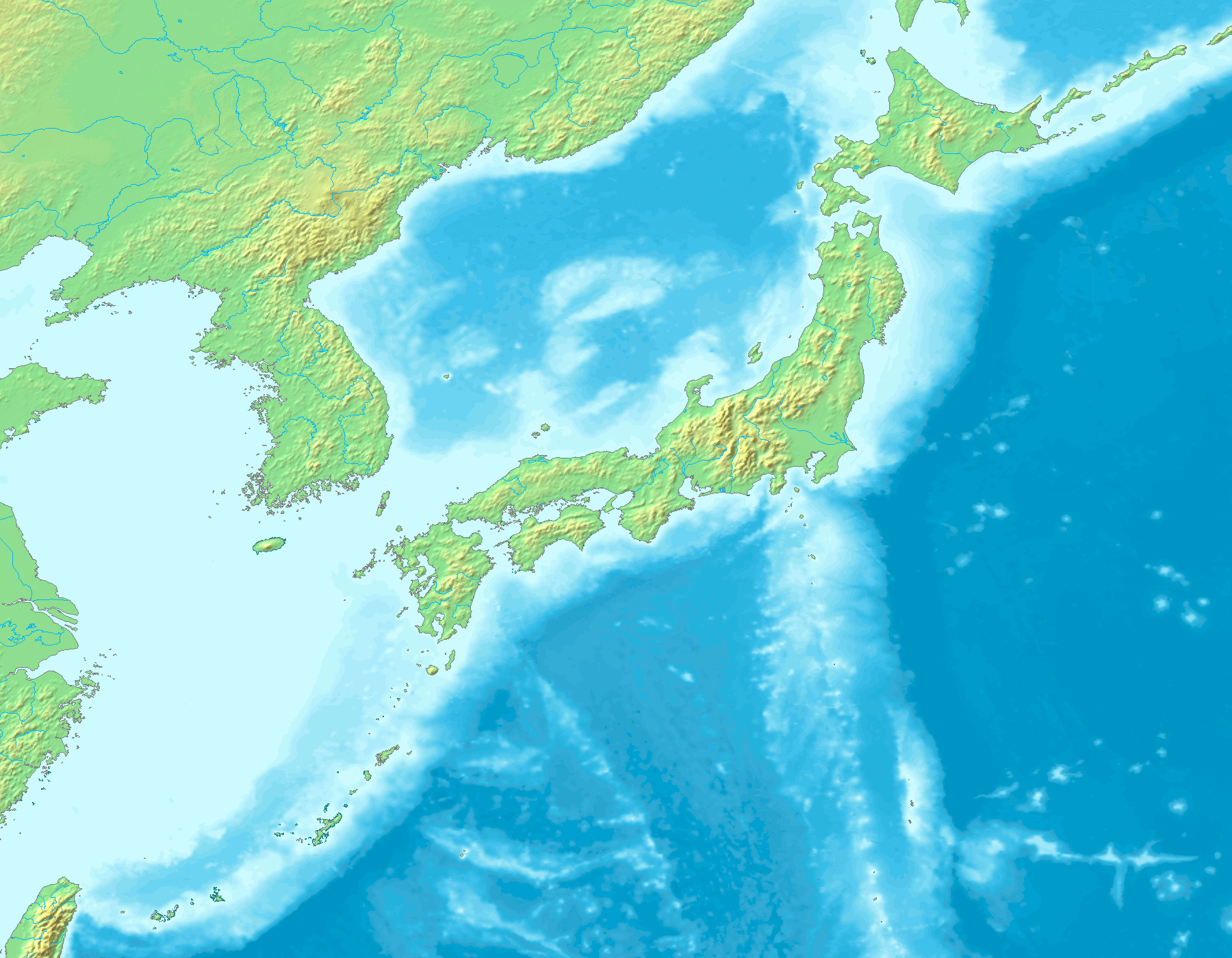
خريطة طبوغرافية لليابان.

أما الأجزاء الجنوبية من السلستين تتسم بانخفاض منسوبها عن منسوب مثيلتها في الشمال، وتمتد من جنوب سهل ناجوبا بجزيرة هونشو، وحتى جزيرتي شيكوكو وكيوشو، كما تمتد صوب الأجزاء الداخلية من الجزر بعيداً عن خط الساحل، مما أسهم في اتساع نطاق السهول الساحلية في الجنوب بشكل واضح.
ويتخلل السلاسل الجبلية المشار إليها عدد كبير من البحيرات التي تكون معظمها من ذوبان الثلوج.
وتتمثل أهم النطاقات السهلية التي تُشكل أكثر جهات اليابان ازدحاماً بالسكان في:
- سهل كوانتو، ويمثل الظهير الطبيعي لمدينة طوكيو (باليابانية: 東京)، ويبلغ مساحته نحو 5000 ميل مربع.
- سهل نوبي، وهو ظهير مدينة ناغويا (باليابانية: 名古屋市)، يبلع مساحته 700 ميل مربع.
- سهل سيستو، وهو ظهير مدينة أوساكا (باليابانية: 大阪市) عند النهاية الشرقية للبحر الداخلي، ويبلغ مساحته 480 ميل مربع.
- سهل كيتاكامي، ويقع شمال سينديا على ساحل المحيط الهادي شمال جزيرة هونشو، وتبلغ مساحته 600 ميل مربع تقريباً.
- سهل إشيكاري، ويمتد جنوب غرب جزيرة هوكايدو، يبلغ مساحته نحو 800 ميل مربع.
- سهل تسو كوسي، ويحيط بمدينة كوروم غرب جزيرة كيوشو، ويبغ مساحته 460 ميل مربع.[5]

## الجزر
تتكون اليابان من أرخبيل يتكون من آلاف الجزر، ويمثل حوالي 98.9% من مساحة الأرخبيل أربع جزر فقط هي: هوكايدو، هونشو، شيكوكو، وكيوشو.

### هونشو

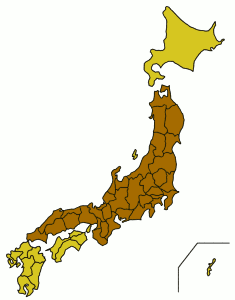
موقع هونشو

تمتد جزيرة هونشو (باليابانية: 本州)إلى الجنوب من جزيرة هوكايدو، حيث يفصل بينهما مضيق بحري يعرف باسم مضيق تسوجارو الذي لا يتجاوز سعته 25 كم، وهي أكبر جزر اليابان مساحة وأكثرها أهمية، حيث تبلغ مساحتها 230.3 ألف كيلومتراً مربعاً، وهو ما يُشكل 61.8% من جملة مساحة الإمبراطورية، وتظهر أهميتها أيضاً في أنها تضم أهم المدن اليابانيّة مثل طوكيو العاصمة، وتنقسم أراضي الجزيرة إلى 5 مناطق و34 محافظة.

### هوكايدو

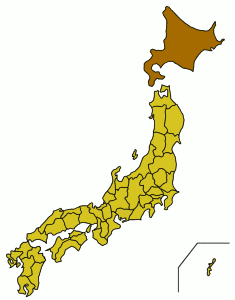
موقع هوكايدو

تعد جزيرة هوكايدو (باليابانية: 北海道) أكثر جزر اليابان امتداداً صوب الشمال، والجزيرة تعد الثانية كبراً من حيث المساحة بعد جزيرة هونشو، إذ تبلغ مساحتها 77.8 ألف كيلومتر مربع، وهو ما يكوّن نحو 20.9% من جملة مساحة اليابان، ويطغى على الجزيرة الطابع الجبلي، حيث تضم العديد من المخاريط البركانية والقمم الجبليّة التي يتجاوز ارتفاع كل منها 1800 متر فوق منسوب سطح البحر.
كما يجري على سطح الجزيرة أطول أنهار اليابان وهو نهر إشيكاريجاوا الذي يبلغ طوله حوالي 250 كم، ويجري في النطاق الغربي من الجزيرة، واتجاهه العام من الشمال إلى الجنوب ليصب في خليج أوتارو.
والجزيرة عبارة عن محافظة بذاتها، عاصمتها مدينة سابورو.

### كيوشو

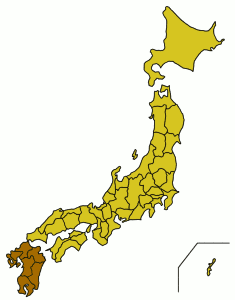
موقع كيوشو

تعد جزيرة كيوشو (باليابانية: 九州) أكثر الجزر الأربع الرئيسية امتداداً صوب الجنوب، وأقربها إلى الساحل الآسيوي، ويقع بالقرب منها نحو 370 جزيرة صغيرة، تبلغ مساحتها نحو 42 ألف كيلومتر مربع، وتُشكل نحو 11.2% من جملة مساحة اليابان، تنقسم الجزيرة إلى 7 محافظات.
الجزيرة طبيعتها جبلية وعرة في معظم جهاتها، وتنتشر على أراضيها الكثير من ينابيع المياه الحارة. ومن قممها الجبلية الرئيسية جبل أسو، وهو بركاني المنشأ، يبلغ ارتفاعه 1690 متر فوق منسوب سطح البحر.

### شيكوكو

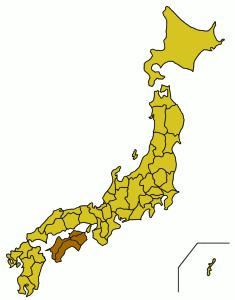
موقع شيكوكو

تقع جزيرة شيكوكو (باليابانية: 四国) جنوب جزيرة هونشو وشرق جزيرة كيوشو، وهي أصغر الجزر الأربع من حيث المساحة، إذ تبلغ مساحتها 18.7 ألف كيلومتر مربع، وهو ما يعادل 5% من جملة مساحة اليابان، والجزيرة يبلغ عليها الطابع الجبلي في معظم أنحائها، وتغطي أراضيها الغابات الكثيفة، وتنقسم الجزيرة إلى 4 محافظات.

### الجزر الأخرى
من أهم مجموعات الجزر الصغرى الأخرى:

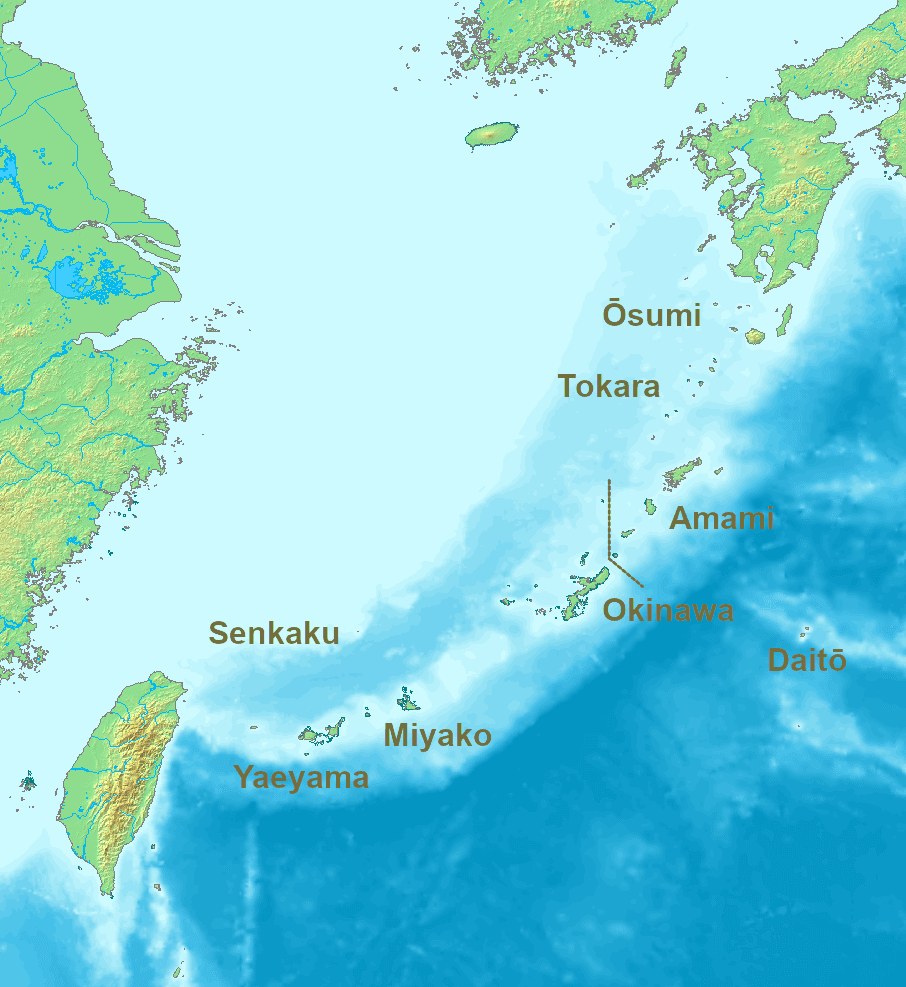
جزر ريو كيو

- جزر ريو كيو : تمتد بين جزيرة كيوشو في الشمال وجزيرة فرموزا (جمهورية الصين أو تايوان) في الجنوب في شكل أرخبيل طوله حوالي 1130 كيلومتراً، وتبلغ جملة مساحتها 2200 كم مربع، وأهم الجزر هي جزيرة أوكيناوا وأكبرها مساحة، إذ تبلغ 1176 كم مربع، وعاصمتها مدينة ناها.
- جزر تسوشيما : تقع بين جزيرة كيوشو في الشرق وساحل كوريا الجنوبية في الغرب، ويفصلها عن كيوشو مضيق تسوشيما، في حين يفصلها عن الساحل الكوري مضيق شوسين البالغ عرضه 60 كم، ويعتمد سكانها على حرفة صيد الأسماك.
- جزر بونين: وهي عبارة عن جزر بركانية تقع جنوب شرق جزر اليابان الرئيسية، وعلى بعد 960 كم من طوكيو العاصمة، وهي جزر صغيرة المساحة، حيث لا تتجاوز جملة مساحتها 104 كيلومتر مربع.

جزر فولكانو: تمتد جنوب جزر بونين على بعد 1200 كم من طوكيو، وتتألف من ثلاث جزر بركانية المنشأ، وتبلغ مساحتهم 28 كيلومتراً مربعاً فقط، وسكانها يعتمدون على زراعة قصب السكر وتعدين الكبريت.

## طالع أيضًا
- قائمة جزر اليابان حسب المساحة